# Savigny-sur-Seille
Savigny-sur-Seille är en kommun i departementet Saône-et-Loire i regionen Bourgogne-Franche-Comté i östra Frankrike. Kommunen ligger i kantonen Montret som tillhör arrondissementet Louhans. År 2022 hade Savigny-sur-Seille 385 invånare.

## Befolkningsutveckling
Antalet invånare i kommunen Savigny-sur-Seille
| Referens: INSEE |